# Pachylus quinamavidensis
Pachylus quinamavidensis is een hooiwagen uit de familie Gonyleptidae.